# Giuseppe Paterna
Giuseppe Paterna (San Gregorio Magno, ... – Romagnano al Monte, settembre 1809) è stato un brigante e prete italiano.
Fin da chierico, era in contrasto con don Vincenzo Coppola, con il quale ebbe continui e rancorosi alterchi. Un giorno, nel settembre del 1805, i due preti ebbero l'ennesimo e aspro litigio nella sagrestia della Chiesa Madre di San Gregorio Magno. 
L'evento fece infuriare il Paterna, che, pieno di livore, corse a casa propria, e, radunati i suoi fratelli, si armò di schioppo e si diresse con loro sulla strada del Coppola che nel frattempo stava ritornando verso la Chiesa in compagnia di due persone. 
Nel momento in cui si incontrarono, il Paterna gli sbarrò il passo e sparò furente ben tre colpi di fucile sotto i quali caddero all'istante gli accompagnatori di don Vincenzo, che, per pura fortuna rimase illeso e riuscì a fuggire, riparandosi in una casa vicina. 
Fu così che il Paterna fuggì sui monti dandosi alla macchia. Da allora fu solo un brigante. Per ben quattro anni, a capo di una banda, le sue scorrerie seminarono morte e terrore. Ma la lotta al brigantaggio in quegli anni si fece davvero serrata. Nel periodo murattiano, a seguito dell'intervento di una legione ausiliaria ungherese, accaddero infatti numerose vicende di sangue e fucilazione. La truppa nazionale e i bersaglieri si stabilirono in zona per molti anni. Nel 1809 le truppe di Murat scovarono Giuseppe Paterna a Romagnano al Monte e lo giustiziarono sul posto .
Che un prete divenisse un brigante, non fu all'epoca cosa straordinaria, giacché nel 1806 Julien Auguste Joseph Mermet, Generale di Divisione dell'armata napoleonica, ebbe modo di contare tra i briganti catturati in provincia di Salerno ben quattro esponenti del clero .